# سیارک ۲۶۳۸۶
سیارک ۲۶۳۸۶ (به انگلیسی: 26386 Adelinacozma، نامگذاری:1999RC171)۲۶۳۸۶مین سیارک کشف شده‌است که در ۰۹ سپتامبر ۱۹۹۹ کشف شد.